# Band Aid (EP)
《Band Aid》는 한국 밴드 DAY6의 9번째 익스텐디드 플레이 (EP)로, 스튜디오 J 와 JYP 엔터테인먼트를 통해 2024년 9월 2일에 발매되었다. 자주 협업하는 홍지상이 프로듀싱한 이 EP는 모든 밴드 멤버가 공동으로 작곡했다. EP에는 "녹아내려요" 등 편안함과 치유를 주제로 한 총 8개의 곡이 수록되어 있다.
《Band Aid》는 Forever Young Tour (2024~2025)라는 제목의 월드 투어로 지원할 예정이다.

## 배경
DAY6 멤버들의 제대와 EaJ의 밴드 탈퇴 이후 2024년 3월 18일에 8번째 EP인 《Fourever》를 발매했다. 《Fourever》 의 휴식과 프로모션 기간 동안 밴드의 백 카탈로그는 인기가 급등했으며, 《The Book of Us: Gravity》 (2019)의 리드 싱글인 "Time of Our Life"는 2024년 상반기 써클 디지털 차트에서 10위에 올랐다.

## 음악과 가사
《Band Aid》는 여덟 곡들로 구성되어 있으며 러닝타임은 25분 24초이다. 노래의 주제는 편안함과 따뜻함을 중심으로 전개된다. "Melt Down"은 드럼 비트로 강조된 멜로딕 펑크 사운드가 특징이며, 가사는 삶에 치유와 따뜻함을 가져다주는 사랑을 찾은 감정을 이야기한다.

## 출시 및 홍보
《Band Aid》는 2024년 9월 2일에 밴드의 9번째 EP로 발매되었고, "Melt Down"이 EP의 리드 싱글로 수록되었다. EP의 제목은 록 그룹을 뜻하는 'Band'와 도움을 의미하는 'Aid'를 더한 것이다.
6개월 만의 신보로 타이틀은 JYP 엔터테인먼트에서 8월 9일에 발표되었다. 앨범의 콘셉트를 담은 3분 분량의 영상이 8월 19일에 공개됐다. 8월 21일에 멤버들이 연주한 악기 연주를 통해 앨범 트랙을 미리 볼 수 있는 트랙 프리뷰 필름이 공개되었다

### 포에버 영 투어
8월 11일, 소속사는 Day6가 《Band Aid》 와《Fourever》 를 지원하는 Forever Young 월드 투어에 착수해 아시아 11개 공연장에 15개 일정으로 공연을 펼칠 것이라고 발표했다. 공연은 9월 일부터 22일까지 한국 인천광역시 인스파이어 아레나에서 시작되어  2025년 2월 22일 필리핀 케손시티 아라 네타 콜로세움에서 마무리된다.

## 곡 목록
모든 곡은 홍지상이 편곡했다.
| #            | 제목                   | 작사                     | 작곡                          | 재생 시간 |
| ------------ | ---------------------- | ------------------------ | ----------------------------- | --------- |
| 1.           | 〈괴물〉               | Young K                  | 성진 Young K 원필 도운 홍지상 | 3:37      |
| 2.           | 〈녹아내려요〉         | Young K                  | 성진 Young K 원필 홍지상      | 2:50      |
| 3.           | 〈그녀가 웃는다〉      | 성진 원필 홍지상         | 성진 Young K 원필 홍지상      | 3:29      |
| 4.           | 〈망겜〉               | Young K                  | 성진 Young K 원필 홍지상      | 3:12      |
| 5.           | 〈도와줘요 Rock&Roll〉 | 성진 원필 홍지상         | 성진 원필 홍지상              | 2:37      |
| 6.           | 〈Counter〉            | Young K                  | 성진 Young K 원필 홍지상      | 3:00      |
| 7.           | 〈I'm Fine〉           | 성진 Young K 원필 홍지상 | 성진 Young K 원필 홍지상      | 3:19      |
| 8.           | 〈아직 거기 살아〉     | Young K                  | 성진 Young K 원필 홍지상      | 3:20      |
| 총 재생 시간 | 총 재생 시간           | 총 재생 시간             | 총 재생 시간                  | 25:24     |

## 차트
| 차트 (2024)        | 최고 성적 |
| ------------------ | --------- |
| Album Chart (써클) | 4         |

| 차트 (2024)        | 최고 성적 |
| ------------------ | --------- |
| Album Chart (써클) | 11        |

## 발매 내역
| 지역 | 발매일         | 형식                        | 레이블       |
| ---- | -------------- | --------------------------- | ------------ |
| 세계 | 2024년 9월 2일 | CD 디지털 다운로드 스트리밍 | Studio J JYP |